# Свети Георги (Колиндрос)
Вижте пояснителната страница за други значения на Свети Георги.
„Свети Георги“ (на гръцки: Αγίου Γεωργίου Kολινδρού) е православна църква в село Колиндрос (Колиндър), Егейска Македония, Гърция, част от Китроската, Катеринска и Платамонска епархия. Църквата е изградена в XVIII век и до 1920 година е катедрала на Китроската епископия, а след това е един от двата енорийски храма на селото. В архитектурно отношение представлява трикорабна базилика. В интериора ѝ е запазен забележителен резбован иконостас. В средата на XIX век в църквата работят майсторите от Кулакийската художествена школа Николаос Константину и Димитриос Хадзистаматис.
В 1981 година храмът е обявен за защитен паметник на културата.